# Емиграција из Источног блока
После Другог светског рата, земље Источног блока су наметнуле емиграциона ограничења, који су чинили Совјетски Савез и његове сателитске државе у Централној и Источној Европи. Легална емиграција је у већини случајева била могућа само да би се поново спојиле породице или да би се омогућило да се припадници мањинских етничких група врате у своје домовине.
Владе источног блока су тврдиле да су строга ограничења емиграције неопходна да би се спречио одлив мозгова. Владе Сједињених Америчких Држава и Западне Европе су тврдиле да представљају кршење људских права. Упркос ограничењима, дошло је до пребегавања на Запад.
Након што је Источна Немачка пооштрила зонску окупациону границу са Западном Немачком, граница градског сектора између Источног Берлина и Западног Берлина постала је рупа кроз коју је могло доћи до бекства. Ово је затворено подизањем Берлинског зида у августу 1961. Након тога, емиграција из Источног блока је практично била ограничена на илегална бекства, етничку емиграцију према билатералним споразумима и мали број других случајева.

## Историјска позадина

### Оригинална ограничења емиграције СССР-а
Иако је први програм бољшевичког покрета у Русији садржао захтев за „укидање пасоша“, само два месеца након Руске револуције 1917, нови режим је увео контролу пасоша и забранио излазак зараћених грађана. Образложење је било делимично због тога да је емиграција повезана са противљењем социјалистичкој држави, као и са страхом да ће емиграција надувати опозиционе армије. Брест-Литовски уговор из 1918. обавезао је Русију да дозволи емиграцију неРуса који су желели немачко држављанство, али је режим покушао да смањи овај прилив тако што је то дозволио током само једног месеца. Почев од 1919. године, путовање у иностранство захтевало је одобрење НКВД-а, уз додатну сагласност Посебног одељења Чеке додатог 1920. Године 1922, након Уговора о стварању СССР-а, и Украјинска ССР и Руска СФСР су издале општа правила за путовања која су забрањивала практично све одласке, чинећи легалну емиграцију готово немогућом. Међутим, Совјетски Савез није могао да контролише своје границе све док није створен систем граничне страже преко специјалног корпуса Государственое Политическоие Управление (ГПУ), тако да је до 1928. чак и илегални одлазак био немогућ.
Године 1929. уведене су још строжије контроле, којима је наређено да сваки совјетски службеник који службује у иностранству а који пређе „у логор непријатеља радничке класе и сељака“ и одбије да се врати, буде погубљен у року од двадесет четири сата од хапшења. Током 1932, пошто је Стаљинов први петогодишњи план форсирао колективизацију, да би се доделио оскудни стан и искоријенили "непродуктивни" елементи, уведена је интерна пасошка контрола. У комбинацији са појединачним градским дозволама („место становања“) и унутрашњим ограничењима слободе кретања која се често називају 101. километар, ова правила су у великој мери ограничавала мобилност чак и на малим подручјима. Када је проглашен совјетски устав из 1936. године, практично није дошло до легалне емиграције, осим веома ограниченог спајања породице и неких присилних депортација. Веома мали број људи је кришом прешао у Румунију, Персију и Манџурију, али је већина становништва остала у суштини заточена. Московскаја Правда је касније описала одлуку о емигрирању као „неприродну и као да некога живог закопамо“. На оне који су хтели да оду гледали су не само као на дезертере, већ и као на издајнике.
Мобилизација радне снаге у Совјетском Савезу није била изводљива ако је емиграција остала опција. Совјетски премијер Никита Хрушчов је касније изјавио: „Били смо уплашени, заиста уплашени. Плашили смо се да би отопљење могло да изазове поплаву, коју нећемо моћи да контролишемо и која би нас могла потопити. Како је могла да нас потопи? Могла је да преплави обале совјетског корита и формира плимни талас који би спрао све баријере и потпорне зидове нашег друштва“.
Поред тога, ограничења емиграције су коришћена да би се чувала тајна живота у Совјетском Савезу. Почевши од 1935. године, Јосиф Стаљин је већ ефективно затворио спољни приступ Совјетским Социјалистичким Републикама (и до своје смрти 1953.), ефективно не дозвољавајући страно путовање унутар Совјетског Савеза тако да странци нису знали за политичке процесе који су се одиграли. у томе. Током овог периода, па све до касних 1970-их, 25 година након Стаљинове смрти, неколико дипломата и страних дописника којима је био дозвољен улазак у Совјетски Савез обично су били ограничени на неколико километара од Москве, док су њихови телефони прислушкивани, пребивалишта су им била ограничена на локације само за странце, а совјетске власти су их стално пратиле. Појединци са сопственим ставовима или интересима који би пришли таквим странцима су били хапшени. Много година после Другог светског рата, чак ни најбоље обавештени странци нису знали колико је ухапшених или погубљених совјетских грађана, нити колико је лоше пословала совјетска привреда.

### Стварање источног блока
Бољшевици су преузели власт у Русији након Руске револуције 1917 . Током грађанског рата у Русији који је уследио, који се поклопио са уласком Црвене армије у Минск 1919. године, Белорусија је проглашена Социјалистичком Совјетском Републиком Белорусијом. Након нових сукоба, 1920. проглашена је Белоруска Совјетска Социјалистичка Република. Поразом Украјине у Пољско-украјинском рату, након мира у Риги у марту 1921. након Пољско-совјетског рата, централна и источна Украјина су припојене Совјетском Савезу као Украјинска Совјетска Социјалистичка Република. Године 1922, Руска СФСР, Украјинска ССР, Белоруска ССР и Закавкаска СФСР су званично спојене као републике чиме је створен Савез Совјетских Социјалистичких Република, или Совјетски Савез.
Током завршних фаза Другог светског рата, Совјетски Савез је започео стварање Источног блока директним припајањем неколико земаља као Совјетских Социјалистичких Република, према Споразуму Молотов-Рибентроп.
То је укључивало источну Пољску (укључену у три различите ССР), Летонију (постала је Летонска ССР), Естонију (постала је Естонска ССР), Литванија (постала је Литванска ССР), део источне Финске (постао Карело-Финска ССР, а касније спојен са Руском СФСР) и северна Румунија, Басарабија, (постала је Молдавска ССР). До 1945. године, ове додатно анексиране земље су имале приближно 465.000 додатних квадратних километара (180.000 квадратних миља), или нешто више од подручја Западне Немачке, Источне Немачке и Аустрије заједно.
Друге државе су претворене у совјетске сателитске државе, као што су Народна Република Пољска, Народна Република Мађарска, Чехословачка Социјалистичка Република, Социјалистичка Република Румунија, Народна Република Албанија, и касније Источна Немачка из совјетске зоне немачке окупације. Федеративна Народна Република Југославија се такође сматрала делом Блока, иако је до раскола Тито-Стаљин дошло 1948. након чега је уследило формирање Покрета несврстаних.

### Услови у источном блоку
Широм источног блока, како у Совјетском Савезу, тако и у остатку блока, руска СФСР је добила на значају, и називана је naibolee vydajuščajasja nacija (најистакнутија нација) и руковођашчиј народ (водећи људи). Совјети су промовисали поштовање руских акција и карактеристика, као и изградњу совјетских комунистичких структурних хијерархија у другим земљама источног блока.
Дефинишућа карактеристика комунизма примењеног у Источном блоку била је јединствена симбиоза државе са друштвом и економијом, што је резултирало тиме да су политика и економија изгубиле сопствене аутономске карактеристике. У почетку, Стаљин је управљао системима који су одбацивали западне институционалне карактеристике тржишних економија, демократско управљање (названо „ буржоаском демократијом“ у совјетском језику) и владавину права која је покорила дискрециону интервенцију државе. Совјети су наложили експропријацију и естатизацију приватне својине.
„Режими реплика“ у совјетском стилу који су настали у Блоку не само да су репродуковали совјетску планску економију, већ су усвојили и бруталне методе које су користили Јосиф Стаљин и совјетска тајна полиција за сузбијање стварне и потенцијалне опозиције. Комунистички режими у Источном блоку су чак и маргиналне групе опозиционих интелектуалаца видели потенцијалну претњу због основа комунистичке моћи у њима. Сузбијање дисидентства и опозиције био је централни предуслов за сигурност комунистичке власти унутар Источног блока, иако је степен опозиције и потискивања дисидента варирао у зависности од земље и времена у целом блоку.
Поред тога, медији у Источном блоку служили су као државни орган, потпуно ослоњени и потчињени владајућим комунистичким партијама, при чему су радио и телевизијске организације биле у државном власништву, док су штампани медији обично били у власништву политичких организација, углавном од стране владајуће Комунистичке партије. Штавише, источни блок је имао економски лош развој што је довело до тога да те земље иду путем екстензивног, а не интензивног развоја, и да су далеко заостајале за својим западноевропским колегама у бруто домаћем производу по глави становника. Празне полице у продавницама чак и у Источној Немачкој биле су подсетник на нетачност пропаганде у вези са наводним величанственим и непрекидним економским напретком.

## Историја

### Бежање и протеривање Немаца у Источном блоку
На крају и након Другог светског рата, најмање дванаест милиона етничких Немаца Фолксдојчеа или Рајхсдојчеа је побегло или протерано, Барбара Маршал процењује да је број етничких Немаца који су бежали или протерани из Источни блок је био „око петнаест милиона“. углавном на и са совјетских окупираних територија постајући Источни блок, што га чини највећим покретом било ког европског народа у модерној историји. Савезници су се договорили о протјеривању прије краја рата. Најмање два милиона људи је страдало због бекства и протеривања, од којих 400.000 до 600.000 физичком силом. Скоро све ово догодило се између 1944. и 1948. Укупне бројке укључују значајан егзодус Немаца из области у близини линија фронта док је Црвена армија напредовала према подручјима насељеним Немацима. Многи су били свесни совјетских репресалија над немачким цивилима, као што је то да су совјетски војници починили силовање и друге злочине. Вести о овим зверствима, попут масакра у Немерсдорфу, су такође делимично биле преувеличане и ширене од стране нацистичке пропагандне машинерије.

### Послератна слободна емиграција
Након совјетске окупације источне Европе на крају Другог светског рата, већина људи који су живели у новостеченим областима тежила је независности и желела је да совјетске трупе оду.  Док су милиони етничких Немаца побегли или су протерани из источне Европе, око четири милиона етничких Немаца је спречено да оде напредовањем совјетских трупа или депортовано у удаљена подручја Совјетског Савеза као део Стаљинове политике према немачком становништву.
Пре 1950. године, преко 15 милиона људи је емигрирало је из источноевропских земаља под совјетском окупацијом на запад у пет година непосредно након Другог светског рата. Све до раних 1950-их, границе између немачких окупационих зона могле су се лако прећи. Користећи ову руту, број људи из Источне Европе који су поднели захтев за политички азил у Западној Немачкој износио је 197.000 1950. године, 165.000 1951. године, 182.000 1952. и 331.000 1953. Један од разлога за нагло повећање броја захтева 1953. године био је страх од потенцијалне даље совјетизације са све параноиднијим акцијама Јосифа Стаљина крајем 1952. и почетком 1953. 226.000 је побегло само у првих шест месеци 1953. Због недостатка ресурса и простора у Западној Немачкој, на захтев Трумана 1952. године, Сједињене Државе су повећале своје квоте за пријем за пресељење у оквиру Програма бекства Сједињених Држава (УСЕП). После Мађарске револуције 1956. 171.000 мађарских избеглица прешло је границу са Аустријом, док је 20.000 прешло у Југославију.
Године 1948, у дебати о Универзалној декларацији о људским правима, Совјети су се успротивили формулцији да „свако има право да напусти било коју земљу, укључујући и сопствену“. Тврдећи да би „то подстакло емиграцију“, Совјети су желели да додају фразу „у складу са процедуром утврђеном у законима те земље“, при чему су само Пољска и Саудијска Арабија подржале совјетски предлог.

### Све већа ограничења
Све до 1952. линије између источне Немачке под совјетском окупацијом и западних окупираних зона могле су се већином лако прећи. Пре 1961. године, преко 3,5 милиона Источних Немаца који су емигрирали у Западну Немачку пре 1961, што је чинило већину укупне нето емиграције од 4,0 милиона емигранти из целе централне и источне Европе између 1950. и 1959. Као одговор на све већи број људи који прелазе границе, Совјетски Савез је увео строже граничне контроле око своје зоне, унутрашње немачке границе. Совјетски Савез је 1955. године донео закон о преношењу контроле над цивилним приступом Берлину на Источну Немачку, чиме је Совјети званично абдицирали од директне одговорности за ствари у њима, док је контролу пренео на режим који није признат на западу. Када је велики број Источних Немаца тада пребегао под маском „посета“, нова источнонемачка држава је у суштини елиминисала сва путовања на запад 1956. Совјетски амбасадор у Источној Немачкој Михаил Первухин приметио је да „присуство отворене и суштински неконтролисане границе између социјалистичког и капиталистичког света у Берлину несвесно подстиче становништво да направи поређење између оба дела града, што, нажалост, не иде увек у корист демократског [источног] Берлина“.
Ограничења која су спроведена у Источном блоку током Хладног рата зауставила су већину миграција исток-запад, и било је само 13,3 милиона миграција ка западу између 1950. и 1990. До раних 1950-их, совјетски приступ контроли националног покрета опонашао је већина остатка Источног блока (заједно са Кином, Монголијом и Северном Корејом), са тешким ограничењима која су спречавала такву емиграцију. Мађарски економиста је изјавио да је „било сасвим очигледно да су социјалистичке земље — као и друге земље — намеравале да спрече да се њихови професионалци, обучени на рачун њиховог друштва, користе за богаћење других земаља“. Портпароли источне Европе су тврдили да спречавају потенцијалне емигранте да пате због недовољне језичке и културне припреме. Они су такође нагласили дуг који појединци имају према социјалистичким државама, које су нудиле бригу од рођења, укључујући субвенционисано образовање и обуку, и на тај начин оправдавали су ограничења емиграције као „порез на образовање“ при чему државе имају право да надокнаде улагања. Отворена политика емиграције створила би „одлив мозгова“, приморавајући државу да прилагоди своју структуру плата по цену других економских приоритета. Представници Бугарске и Румуније дуго су тврдили да не могу себи приуштити да исплаћују плате са Запада и да би, без ограничења емиграције, „постали као Африка“. Ограничења су представљала недоумицу за неке државе источног блока које су биле економски напредније и отвореније од Совјетског Савеза, тако да се прелазак граница чинио природнијим — посебно између Источне и Западне Немачке где раније није постојала граница.

### Неограничено исељавање из источног Берлина
Са званичним затварањем унутрашње немачке границе 1952. граница градског сектора у Берлину остала је знатно приступачнија од остатка границе јер су њоме управљале све четири окупационе силе. Сходно томе, Берлин је постао главна рута којом су источни Немци одлазили на Запад. Источна Немачка је 11. децембра 1957. увела нови закон о пасошима, који је смањио укупан број избеглица које су напуштале Источну Немачку, док је драстично повећао проценат оних који су одлазили кроз Западни Берлин са 60% на преко 90% до краја 1958. године Они који су заиста ухваћени у покушају да напусте Источни Берлин били су подвргнути тешким казнама, али без физичке баријере, па чак и приступа подземном возу до Западног Берлина, такве мере су биле неефикасне. Сходно томе, граница берлинског сектора је у суштини била „рупа“ кроз коју су грађани Источног блока још увек могли да побегну. 3,5 милиона Источних Немаца који су отишли до 1961. године чинили су отприлике 20% целокупног становништва Источне Немачке.

### Одлив мозгова
Емигранти су углавном били млади и добро образовани, што је довело до одлива мозгова због којег су страховали званичници у Источној Немачкој. Јуриј Андропов, тадашњи директор КПСС за односе са комунистичким и радничким партијама социјалистичких земаља, написао је хитно писмо 28. августа 1958. Централном комитету о значајном повећању броја источнонемачке интелигенције међу избеглицама за 50%. Андропов је известио да, док је руководство Источне Немачке изјавило да одлазе из економских разлога, сведочења избеглица указују да су разлози више политички него материјални. Он је навео да је „бег интелигенције достигао посебно критичну фазу“. Вођа СЕД-а Валтер Улбрихт није видео само проблем „одлива мозгова“, већ и проблем Grenzgänger, 50.000 становника Источног Берлина који раде у Западном Берлину. Грађани из руралних крајева, незадовољни након кампања колективизације такође су изазвали бекство десетина хиљада фармера, укључујући једну трећину богатијих фармера, остављајући више од 10% обрадиве земље у Источној Немачкој под угаром, што је довело до несташице хране. Пољопривредници који су остали нису били склони да раде више од производње за сопствене потребе јер су фиксне набавне цене значиле мали профит, а упадљива производња захтевала је брзоплето укључивање у задруге или државне фарме. Егзодус је интензивирао постојеће несташице роба и услуга у економији са недостатком .
До 1960. године, комбинација Другог светског рата и масовне емиграције на запад напустила је Источну Немачку са само 61% радно способног становништва, у поређењу са 70,5% пре рата. Губитак је био несразмерно тежак међу професионалцима — инжењерима, техничарима, лекарима, наставницима, адвокатима и квалификованим радницима. Директни трошкови губитка људства процењени су на 7 до 9 милијарди долара, а лидер Источне Немачке Валтер Улбрихт је касније тврдио да му Западна Немачка дугује 17 милијарди долара одштете, укључујући репарације као и губитке у људству. Осим тога, одлив младе популације Источне Њемачке потенцијално ју је коштао преко 22,5 милијарди марака изгубљених инвестиција у образовање. Одлив мозгова професионалаца постао је толико штетан за политички кредибилитет и економску одрживост Источне Немачке да је поновно обезбеђење совјетске империјалне границе било императив. Истовремено, постојале су позитивне последице емиграције по источнонемачки режим, укључујући уклањање антируских националиста и гласних противника, што је можда помогло влади Источне Немачке да избегне неке од немира који су се развили у Мађарској, Пољској и Чехословачкој.

### Изградња Берлинског зида
Чак и са јачањем унутрашње немачке границе, емиграција кроз Берлин је почела да расте. Уобичајено планирање постало је готово немогуће у Источној Немачкој, пошто су читави градови постојали без лекара, усеви су били непожњевени, а педесетпетогодишњаци су стављени на посао да возе уличне аутомобиле. Источнонемачка привреда била је на ивици колапса. У страху од драстичне акције у Берлину, Улбрихт је 15. јула 1961. сазвао ретку конференцију за штампу, инсистирајући да „нико нема намеру да гради зид“, али је јасно ставио до знања да „одлив мора да се заустави“. Додао је „подразумева се да ће такозвани избеглички кампови у Западном Берлину” — транзитни кампови у којима су избеглице процесуиране на путу од Западног Берлина до Западне Немачке — „бити затворени”.
Тринаестог августа 1961. Источна Немачка је подигла баријеру од бодљикаве жице која ће постати Берлински зид који раздваја источни и западни Берлин. Два дана касније, полицијски и војни инжењери почели су да граде бетонски зид. Изградња је накратко изазвала страхове од избијања војне кризе, иако је само 11.000 западних војника било лоцирано у Берлину у поређењу са 500.000 совјетских војника који су их окруживали распоређени у Источној Немачкој. Тиме је окончана деценија током које је подељена престоница подељене Немачке била најлакше место за неовлашћене прелазе са истока на запад. Заједно са зидом, 1340 километара зонска граница је постала 56 киломрзстс широка на источнонемачкој страни у неким деловима Немачке са високом оградом од челичне мреже која се протеже дуж „траке смрти“ оивичене тракама оранице земље, да успори и открије отиске оних који покушавају да побегну, и минирана поља.

### Каснија ограничења и договори
Након тога, само 5.000 људи је прешло Берлински зид између 1961. и 1989. Сходно томе, након подизања Зида, укупна нето емиграција из централне и источне Европе је још више опала и то на 1,9 милиона између 1960. и 1969. и 1,1 милион између 1970. и 1979.. Ово се донекле повећало на 2,3 милиона између 1980. и 1989. уз повећану етничку емиграцију након што је Михаил Горбачов дошао на власт средином 1980-их. Више од 75% оних који су емигрирали из земаља источног блока између 1950. и 1990. године то је чинило према билатералним споразумима о „етничкој миграцији“, и верским мањинама, попут оних из Бугарске (етнички Турци и други муслимани), Пољске (етнички Немци, етнички Мађари и етнички Јевреји), Румунија (етнички Немци, етнички Јевреји) и Југославија (етнички Турци и други муслимани). Већина Совјета којима је дозвољено да оду током овог временског периода били су етнички Јевреји којима је било дозвољено да емигрирају у Израел након што је низ срамотних бегунаца 1970. довео до тога да Совјети отворе веома ограничене етничке емиграције. Око 10% емиграната били су избеглице мигранти по Женевској конвенцији из 1951. Емиграција из земаља источног блока била је следећа:
Строг безбедносни апарат Албаније готово да није дозвољавао емиграцију, док се већина емиграције из Источне Немачке догодила пре подизања Берлинског зида. Због културног афинитета Источне Немачке са Западном Немачком и гледања западнонемачке телевизије која приказује западни живот у већем делу Источне Немачке, Источна Немачка је била склонија губитку становништва.
Даљи притисак емиграције био је све већи јаз у животном стандарду између западне Европе и источног блока након 1960-их. Свакодневне притужбе везане за потрошну робу, залихе или плате могле би врло лако довести до поређења са западним условима. Квалитет робе коју су приказивале „тетке“ и Интершопови, где би посетиоци куповали врхунску робу у страној валути, појачао је осећај другоразредног статуса код грађана Источне Немачке и то је утицало на њихова схватања економскпг стања и прилика у сопственој земљи. Валтер Фридрих, директор Лајпцишког института, пожалио се да „недостаци и слабости у нашој земљи (нпр. проблеми са снабдевањем робом широке потрошње и резервних делова; медијска политика; ружичасте перспективе; стварно демократско учешће, итд.) све више долазе у фокус и постају оштројкритиковани, у све већој мери се баца сумња у супериорност социјализма“. Извештаји Штазија су се наводили жаљење на појединце којима је дат привилегован приступ да путују на Запад ради посла са „причама о ’премасном асортиману доступних роба... или са извештајима о источнонемачкој роби која се тамо продаје по сниженим ценама ."
Покушаји пребега из Совјетског Савеза били су регулисани два закона : (и) илегално путовање у иностранство без пасоша је било кривично дело за које се кажњава затворском казном од једне до три године, чак и у случајевима када је одредиште била друга земља источног блока; и (ии) незаконито пребегавање у државу која није чланица Источног блока и одбијање да се врати кући сматрало се издајом државе. Да би уклонили искушење грађанима, Совјети су уложили велика средства у граничну контролу, са дугим кривичним правилима у вези са приближавањем пограничном региону. Скоро да није било емиграције из Совјетског Савеза 1950-их и 1960-их, осим етничких Јермена који су се враћали у Јерменију. 1973. године Конгрес Сједињених Америчких Држава је либерализацију совјетске емиграционе политике учинио предусловом за укидање трговинских баријера, што је резултирало емиграцијом 370.000 совјетских грађана, углавном етничких Јевреја. Други талас емиграције започео је 1986–87, након доласка на власт Михаила Горбачова, при чему су већина емиграната били етнички Јевреји, етнички Немци, Јермени, Грци или пентекосталци.
Због различитих међународних споразума, несовјетске земље источног блока нису експлицитно забраниле емиграцију. Уместо тога, увели су дугу серију бирократских одобрења која подносилац захтева мора да добије мимо службе за пасоше — укључујући локалну полицију, послодавце и државну стамбену комисију — без временског ограничења за акцију. Пријаве су могле бити одбијене, без жалбе, по разним субјективним основама, као што су национална безбедност и „интерес државе“. Много тога је препуштено административном нахођењу и необјављеним интерним директивама, при чему су шансе да се на крају добије након година процеса изузетно високе. Као иу Совјетском Савезу, покушај одласка без дозволе у државу која није чланица Источног блока био је кажњив као издаја, а Албанија и Румунија су се за таква кривична дела позивале на смртну казну. Чак и након што су породице поднеле захтев за одлазак да се придруже избеглицама које су бежале током конфузије совјетске инвазије на Чехословачку 1968. године, чехословачке власти су их обавестиле „да је у супротности са интересом државе да се грађанима Чехословачке омогући дуготрајни приватни боравак у иностранству, што укључује и емиграцију. Међутим, емиграција је такође коришћена као нека врста вентила за отпуштање да би се убрзао одлазак ограничених истакнутих вокалних неистомишљеника.“
Југославија је 1964. године постала једина комунистичка држава у Европи која је дозволила својим грађанима да емигрирају.

### Хелсиншки споразум из 1975. и стратегије рестриктивности
Хелсиншки споразум из 1975. био је важан споразум из доба хладног рата који је потписала већина европских земаља, укључујући земље Источног блока, САД и Канада. Управљао је разним територијалним споразумима, граничним споровима, људским правима, претњом силом и другим стварима. Хелсиншки споразум је садржао обећање да ће се поштовати права на међународна путовања, контакт са породицом и слобода информисања, као и промовисање културне размене. У Источној Немачкој, је влада спиновала везана за постојање ове одредбе кроз своје медијима, пошто су потенцијални емигранти полако почели да схватају да би излазне визе могле бити доступне некима, 7.200 подносилаца захтева поднело је први захтев крајем 1970-их.
Западна Немачка је водила преговоре о договореном егзодусу неких етничких Немаца из Пољске у замену за финансијске подстицаје, укључујући велике зајмове.‍:9 Слично томе, Румунији је плаћен фиксни износ од 5.000 немачких марака по етничком Немцу коме је дозвољено да оде, који је повећан на 7.800 НМ 1983. и на 11.000 НМ 1988.‍:9 Источна Немачка је извезла 70.000 политичких затвореника у Западну Немачку, у замену за по 70.000 НМ по човеку колико је плаћала Западна Немачка, која је Источној Немачкој донела 3,4 милијарде немачких марака у време када је била у финансијској кризи. Источна Немачка је исплате које су примили за ослобађање посматрала не као откупнину, већ као надокнаду штете коју су такви појединци нанели социјалистичком систему, као и надокнаду трошкова образовања. Међутим, пуштање неких да оду легално представља опасан преседан, укључујући дугорочну претњу јавности која се снажно залаже за право на емигрирање. Централни комитет је 1988. упозоравао да „неопходна посвећеност спречавању покушаја емиграције код многих није присутна“, „још није постигнута потребна владајућа атмосфера противљења овим појавама“, а синдикални „функционери или вође бригада понекад наводе да не схватају зашто овим грађанима није дозвољено да емигрирају."
Стратегија режима је била да се пријаве одобравају селективно и са дугим кашњењима у процесу који је осмишљен да буде понижавајући, фрустрирајући и да доведе до тога да кандидати годинама чекају на датум одласка који се никада неће остварити. Поред тога, док су чекали, подносиоци захтева су били изложени отвореној дискриминацији, били су суочени са отпуштањем или деградацијом, ускраћен им је приступ универзитету и били су приморани да предају свој пасош што је резултирало ускраћивањем права на путовање чак и унутар земље у којој живе. Током 1984. двадесет пет Чехословака окупирало је амбасаду Западне Немачке у Прагу и затражили су азил на западу, док је седам Источних Немаца то учинило у библиотеци амбасаде Сједињених  Америчких Држава у Западном Берлину. Власти су попустиле и те године је дошло до огромног пораста легалне емиграције, са молбама на 57.600, 29.800 од којих је одобрено. Мале групе организованих апликаната већ су држале бдења позивајући на легалну емиграцију од касних 1970-их. Број покрета и пријава нарастао је до касних 1980-их како се јаз у просперитету између истока и запада повећавао, што је довело до тога да је држављанство Западне Немачке изгледало привлачније, док су власти биле у недоумици како да се позабаве порастом захтева. Повећање издавања виза касних 1980-их, које је пратило одлуку из 1988. да се дају приоритет онима за грађане који су учествовали у протестима, пружило је подстицај за даље ширење покрета. Источнонемачка странка СЕД признала је да „проблем емиграције суочава са фундаменталним проблемом развоја [Источне Немачке]” и да овај изазов „прети да поткопа веровање у исправност политике странке”. Овај потез је пратио раст значајног пада поверења становништва, које је било несигурно да ће проблеми са којима се суочава социјализам икада моћи бити решени и да ли је такво друштвено уређење будућност.

### Либерализација
До касних 1980-их, Мађарска је дозволила грађанима старијим од 55 година да оду и либерализовала је емиграцију у случајевима спајања породице, заједно са повећаним дозволама за путовања. Румунија је такође либерализовала емиграцију у сврху спајања породице. Средином 1980-их, Источна Немачка је проширила свој програм примања плаћања за ослобађање политичких затвореника на запад и укључила „поново спајање породице“. Исплате политичких затвореника су постале толико велике да их је Источна Немачка рачуна на исплате као свог државног економског планирања. Либерализација ограничења емиграције 1989. уследила је након још једне поплаве исељавања у Западну Немачку током револуција 1989. индиректно преко трећих земаља – попут Мађарске, Чехословачке и Пољске – што је убрзало пропаст владе Источне Немачке када је затварање граница изазвало демонстрације.
Године 1985, након ере стагнације, реформски оријентисани совјетски лидер Михаил Горбачов је сигнализирао тренд ка већој либерализацији. Емиграција се повећала након либерализације усвојене 1986.‍:9 На пример, прилив етничких Немаца из Источног блока драматично се повећао са 42.786 годишње у 1986. на 202.673 у 1988.‍:9 Совјетски Савез се суочавао са периодом озбиљног економског пада и била му је потребна западна технологија.
Први знаци великих реформи појавили су се 1986. године када је Горбачов покренуо политику гласности (отворености) у Совјетском Савезу и нагласио потребу за перестројком (економско реструктурирање).
Верујући да ће Горбачовљеве реформске иницијативе бити краткотрајне, ортодоксни комунистички владари попут Ериха Хонекера из Источне Немачке, Тодора Живкова из Народне Републике Бугарске, Густава Хусака из Чехословачке Социјалистичке Републике и Николај Чаушеск из Социјалистичке Републике Румуније су игнорисали позива на промене. „Када ваш комшија поставља нове тапете, то не значи да морате и ви“, изјавио је један члан Политбироа Источне Немачке.

### Револуције и слободна емиграција
До 1989. Совјетски Савез је укинуо доктрину Брежњева у корист немешања у унутрашње ствари својих савезника из Варшавског пакта, названу Синатрином доктрином у шаљивој референци на песму „Мој пут“ Френка Синатра. Талас револуција 1989. године, који се понекад назива „Јесен нација“, захватио је источни блок. У Народној Републици Пољској у априлу 1989. године, организација Солидарност је легализована, дозвољено јој је да учествује на парламентарним изборима и освојила је запањујућих 99 од 100 доступних посланичких места (с тим што је једно преостало место заузео независни кандидат). Мађарска је постигла неке трајне економске реформе и ограничену политичку либерализацију током 1980-их, али су се велике реформе догодиле тек након што је Јанош Кадар заменио место генералног секретара Комунистичке партије 1988.

## Пребегавање

### Пребези
Иако је међународно кретање било, углавном, строго контролисано, бенгуци су били у стању да користе домишљате методе да избегну граничну безбедност. Неки од људи који су покушали да побегну били су у ствари источнонемачки стражари или војници. Неки од њих су војним возилима разбили Берлински зид. У Источној Немачкој, израз Републикфлуцхт (републички бегунци) користио се за свакога ко жели да оде у несоцијалистичке земље. Покушаји Републикфлухта да напусти Источну Немачку представљали су кривично дело и за њих су биле изречене строге казне. Што се тиче разлога за таква ограничења, пропагандна брошура коју је Социјалистичка партија Немачке (СЕД) објавила 1955. за коришћење партијских агитатора оцртавала је озбиљност 'бега из републике', наводећи да је „напуштање ДДР-а чин политичког и морална заосталост и изопаченост“, а „радници широм Немачке ће захтевати казну за оне који данас напусте Немачку Демократску Републику, јаки бастион борбе за мир, да служе смртоносном непријатељу немачког народа, империјалистима и милитаристима“. Штавише, покушај бекства преко утврђених граница Источне Немачке подразумевао је значајан ризик од повреда или смрти. Процене за број погинулих у покушају да побегну преко Берлинског зида крећу се од 136 до нешто више од 200. Око 75.000 људи је ухваћено и затворено.

### Отмице
Петнаестог јуна 1970. дванаест грађана углавном јеврејског порекла хваћено је у покушају да отму авион како би побјегли из Совјетског Савеза, и додељене су им оштре казне, укључујући и смртне казне за двојицу вођа, које су касније замијењене на 15 година у радном логору. Најмање шест покушаја бекства из Јерменије, Совјетског Савеза и Литваније је учињено од 1970. до 1971.
Било је три отмице авиона од стране грађана ДДР-а да би побегли у Западну Немачку; најпознатија је отмица лета 165 LOT Polish Airlines-а 1978.

### Познати и дискретни пребези
Међу познатим пребегима су ћерка Јосифа Стаљина Светлана Алилујева (иако се вратила 1984), пилот Миг-25 Виктор Беленко, генерални подсекретар УН Аркадиј Шевченко, шаховски велемајстор Виктор Корчној, балетске звезде Рудолф Нурејев, Михаил Баришњиков, Наталија Макарова, Александар Годунов. Међу познатим источнонемачким пребегима су писац Волфганг Леонхард, источнонемачки војник Конрад Шуман, који је славно фотографисан како скаче са Берлинског зида док је био у изградњи, и велики број европских фудбалера, укључујући Јерга Бергера. Светски шампион у шаху Борис Спаски је такође емигрирао у Француску на начин сличан бекству..
Иако су медији често извештавали о пребегима на високом нивоу попут јавних личности, пребези без истакнутог друштвеног профила обично нису били спомињани у медијима. Број нејавних пребега из „црног тока” није познат.